# Vratnik
Vratnik är ett bergspass i Kroatien.   Det ligger i länet Lika, i den centrala delen av landet, 120 km sydväst om huvudstaden Zagreb. Vratnik ligger 767 meter över havet.
Terrängen runt Vratnik är huvudsakligen kuperad, men söderut är den bergig. Terrängen runt Vratnik sluttar västerut. Runt Vratnik är det mycket glesbefolkat, med 3 invånare per kvadratkilometer. Närmaste större samhälle är Senj, 6,1 km väster om Vratnik. I omgivningarna runt Vratnik växer i huvudsak lövfällande lövskog.